# Aspidoscelis catalinensis
Aspidoscelis catalinensis е вид влечуго от семейство Камшикоопашати гущери (Teiidae). Видът е уязвим и сериозно застрашен от изчезване.

## Разпространение и местообитание
Разпространен е в Мексико.
Обитава храсталаци, крайбрежия и плажове.

## Описание
Популацията на вида е стабилна.